# Đặng Thị Ngọc Hân
Đặng Thị Ngọc Hân, née le 11 mars 1989 à Hanoï, est une mannequin vietnamienne, élue Miss Vietnam 2010,. Elle est la 12e Miss Vietnam.